# Tongxihe
Tongxihe är en ort i Kina. Den ligger i provinsen Hunan, i den södra delen av landet, omkring 240 kilometer väster om provinshuvudstaden Changsha. Antalet invånare är 630.
Runt Tongxihe är det tätbefolkat, med 369 invånare per kvadratkilometer. Närmaste större samhälle är Huangxikou, 17,2 km väster om Tongxihe. I omgivningarna runt Tongxihe växer i huvudsak blandskog.
Genomsnittlig årsnederbörd är 1 921 millimeter. Den regnigaste månaden är maj, med i genomsnitt 308 mm nederbörd, och den torraste är december, med 52 mm nederbörd.